# Donald W. Munns
Donald W. Munns (narozen pravděpodobně 1930 - zemřel v březnu 1945) byl anglický dětský spisovatel, píšící v esperantu.
Zemřel v patnácti letech těsně před koncem druhé světové války, ale zapsal se do dějin esperantské literatury knihou Londonanidoj (Londýňata), kterou napsal jako 14letý po 15 měsících učení se esperantu přímo v tomto jazyce. Podobá se tak českému chlapci-esperantistovi Petru Ginzovi.
V roce 1939 byly tisíce dětí z Londýna a jiných velkých anglických měst poslány na anglický venkov, aby snáze přežily případný útok nacistického Německa. Mezi těmito dětmi byl i desetiletý D. W. Munns, který později své zážitky popsal ve zmíněné knize. Ta vyšla v roce 1946 nedlouho po jeho předčasné smrti v nakladatelství The Esperanto Publishing Company LTD. Předmluva knihy je jediným zdrojem informací o mladém autorovi.
Kniha vypráví o skupině asi 30 dětí, které se svou učitelkou bydlí v soukromých rodinách na vsi, chodí dopoledne do školy, odpoledne se zkoušejí bavit různými hrami. Dojde ke konfliktu s místními dětmi a nakonec „k bitvě“ s chlapci z jiné londýnské školy o ostrov v řece. K vítězství pomohou svou lstivostí děvčata, kniha propaguje ženskou emancipaci i mezi dětmi. Ukazuje se rozdíl v mluvě i morálce mezi městem a vesnicí. Městské děti připadají vesničanům nevychované, vesničané se malým Londýňanům jeví jako zaostalí a někdy i krutí. Odloučenost od rodičů neustále připomíná přítomnost války, i když je fronta daleko.